# Royal College of Obstetricians and Gynaecologists
Das Royal College of Obstetricians and Gynaecologists (RCOG) ist eine 1929 gegründete britische Fachgesellschaft auf dem Gebiet der Gynäkologie und Geburtshilfe.
Die Gesellschaft wurde im September 1929 als British College of Obstetricians and Gynaecologists von William Blair-Bell (1871–1936) und Sir William Fletcher Shaw (1878–1961) gegründet. Der Titel Royal wurde dem College 1938 von George VI, die Royal Charter aufgrund des Zweiten Weltkriegs jedoch erst am 21. März 1947 verliehen.
Der Verein hat heute über 12.000 Mitglieder in über 100 Ländern. Der Sitz der Vereinigung ist in der Nähe des Regent’s Park in London. Derzeitiger Präsident ist Anthony Dale Falconer.

## Ziele
Die Fachgesellschaft fördert unter dem Motto „Super Ardua“ (Schwierigkeiten überwinden) die Ausbildung und Forschung in allen Teilgebieten der Gynäkologie und Geburtshilfe und trägt zur Verbesserung in der Diagnostik und Behandlung im Fachgebiet bei. Ziel der Vereinigung ist es ferner, die sexuelle und reproduktive Gesundheitsversorgung weltweit zu verbessern.

## Struktur

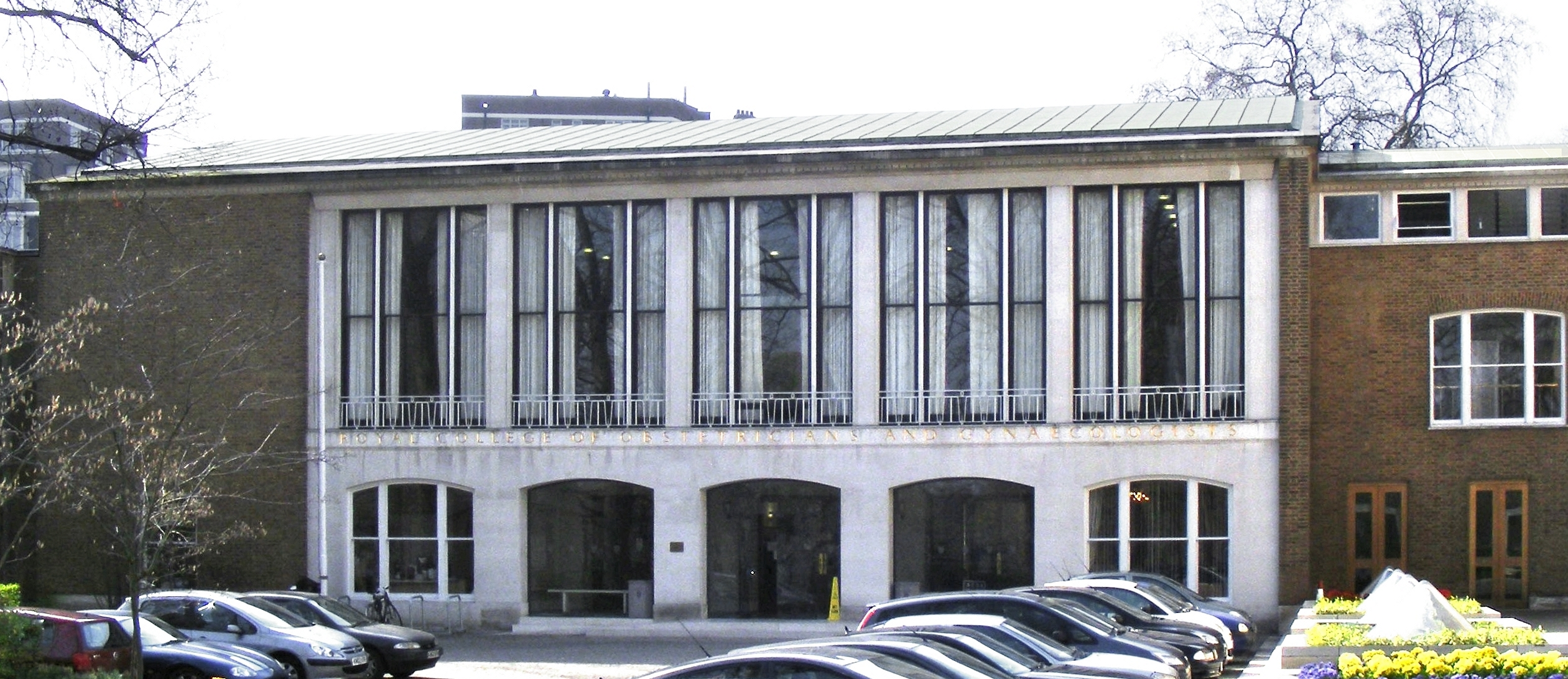
Sitz des Royal College of Obstetricians and Gynaecologists in London

Innerhalb des Royal College of Obstetricians and Gynaecologists bestehen die Faculty of Sexual and Reproductive Healthcare (FSRH) und die Arbeitsgemeinschaft Wellbeing of Women. Das RCOG ist assoziiert mit dem National Collaborating Centre for Women’s and Children’s Health (NCC-WCH).

### Vorstand
Der Vorstand des RCOG wird Council genannt und besteht aus sechs Ehrenmitgliedern (Honorary Officers) (Präsident, Senior Vizepräsidenten, zwei gewählte Vizepräsidenten, Ehrenschatzmeister und Ehrensekretär), gewählten Fellows und Mitgliedern, einem kooptierten Mitglied, dem Vorstand des Consumers Forum, sowie einem Vertreter des Royal College of Midwives und der Faculty of Family Planning and Reproductive Health Care.

### Mitgliedschaft
Das Royal College of Obstetricians and Gynaecologists hat heute über 12.000 Mitglieder in über 100 Ländern. Mehr als die Hälfte der Mitglieder lebt außerhalb des Vereinigten Königreichs.
- Members sind Mitglieder der Gesellschaft und führen den Namenszusatz MRCOG nach ihrem Namen. Die Mitgliedschaft wird durch den Vorstand verliehen, wenn beide Teile der Mitgliedschaftsprüfung bestanden wurden. Eine Mitgliedschaft ohne Prüfungen kann an Ärzte verliehen werden, die mindestens ein Jahr als Facharzt (Consultant) im Bereich National Health Service (NHS) gearbeitet haben oder einen Ehrenposten mit gleichem Ausbildungsstand auf den Britischen Inseln innehatten und den Aufnahmekriterien entsprechen.
- Fellows werden jährlich aus den Reihen der Mitglieder gewählt, die mindestens 12 Jahre in der Gesellschaft und im Fachgebiet aktiv waren. Sie führen den Namenszusatz FRCOG. 
Die Auszeichnung als Fellow kann auch Nichtmitgliedern der Vereinigung verliehen werden, wenn sie maßgeblich zu Verbesserungen im Fachgebiet beigetragen (Fellows ad eundem), herausragende Leistungen in der Gynäkologie oder Geburtshilfe gezeigt (Fellows honoris causa) haben, oder sie bedeutende Persönlichkeiten außerhalb des Fachgebietes sind (Honorary Fellows).
- Trainees waren bis 2007 registrierte Ärzte in der frauenärztlichen Facharztweiterbildung, die den ersten, jedoch noch nicht den zweiten Teil der Mitgliedsprüfung absolviert haben. Danach wurde die Registrierungsmöglichkeit auf alle frauenärztlich tätigen Ärzte in speziellen Weiterbildungsprogrammen erweitert.
- Diplomates sind General Practitioners (Allgemeinmediziner), die gynäkologisch-geburtshilfliche Leistungen anbieten und die Diplom-Prüfung absolviert haben. Sie dürfen den Namenszusatz DRCOG führen.
- Associates können auf Antrag Ärzte aller Fachrichtungen werden, die weltweit auf dem Gebiet der Frauengesundheit arbeiten, nicht den Mitgliedsstatus (MRCOG) haben, jedoch ihre Verbundenheit zum RCOG demonstrieren und seine Aktivitäten unterstützen wollen.
- Affiliates können alle auf dem Gebiet der Frauengesundheit Tätigen werden, welche ihre Verbundenheit zum RCOG zeigen und seine Aktivitäten unterstützen wollen. Dies betrifft u. a. Embryologen, Assistenzkräfte, Ultraschalluntersucher, Wissenschaftler, Hebammen und Krankenschwestern.
- Junior Affiliates können Medizinstudenten und Junior Doctors (Ärzte im ersten Weiterbildungsjahr) werden, die eine Weiterbildung in Gynäkologie und Geburtshilfe anstreben, jedoch noch nicht in einem Weiterbildungsprogramm registriert sind und den ersten Teil der Mitgliedsprüfung noch nicht absolviert haben.

Bekannte deutschsprachige Fellows of the RCOG sind u. a. Hans Ludwig, Klaus Diedrich, Erich Saling, Wolfgang Künzel, Hans Frangenheim und Kurt Semm.

## Aktivitäten
Das Royal College of Obstetricians and Gynaecologists initiiert wissenschaftliche Studien, erstellt Standards im Fachgebiet Gynäkologie und Geburtshilfe, veröffentlicht Leitlinien und Patienteninformationen. Die Gesellschaft gibt außerdem Bücher, wie Biografien bedeutender Vertreter des Fachgebiets, Lehrbücher für die frauenärztliche Weiterbildung und Forschungsberichte, heraus.
Das RCOG ist verantwortlich für die Entwicklung der Rahmenbedingungen und Prüfungen in der Weiterbildung auf dem Gebiet der Gynäkologie und Geburtshilfe in Großbritannien. Dazu gibt es zwei verschiedene Prüfungen.
- Die Mitgliedschaftsprüfung (Membership examination) wurde 1931 eingeführt, besteht aus zwei Teilen und ist Bestandteil der fachärztlichen Weiterbildung. Teil 1 besteht aus einer schriftlichen Prüfung klinischer und wissenschaftlicher Grundlagen. Der zweite Teil besteht aus separaten schriftlichen und klinischen Abschnitten.
- Die Diplomprüfung (Diploma examination) ist für interessierte Ärzte, insbesondere General Practitioners gedacht, welche sich ihr gynäkologisch-geburtshilfliches Interesse und Wissen zertifizieren lassen wollen.[6]

## Publikationsorgane
- BJOG – An International Journal of Obstetrics and Gynaecology
(begründet als British Journal of Obstetrics and Gynaecology)[7][8]
- The Obstetrician & Gynaecologist, Zeitschrift für Continuing Medical Education

## Wappen

Wappen des Royal College of Obstetricians and Gynaecologists

Der gespaltene Wappenschild zeigt rechts ein blaues, links ein schwarzes Feld, welche Tag und Nacht darstellen. Es symbolisiert Vorgänge, die zu jeder Tageszeit stattfinden.
Ein silberner Stern stellt den Stern von Betlehem dar. Die Helmzier enthält eine rote untergehende Sonne, als Symbol für die Erholung nach der Mühe, und einen goldenen Halbmond für Tätigkeiten, die sich in die Nacht ausdehnen.
Als Schildhalter fungiert links Asklepios mit Äskulapstab, dem Symbol der Heilkunde, in der linken Hand und einem Halbmond als weibliches Symbol in der rechten. Die rechte Figur ist eine Frau, die in der rechten Hand einen Stab mit Anch-Kreuz als Zeichen des Lebens trägt. Die Farbe des Stabs ist grün als Farbe des Frühlings, in dem die Natur erwacht. Beide Figuren tragen als Ausdruck der Hygiene weiße Roben und Sandalen.
Als Postament findet man eine Wiese auf der Granatäpfel als Symbol der Fertilität, Vermehrung und des Weiterbestehen des Lebens.
Als Wahlspruch findet sich das Motto der Gesellschaft „Super Ardua“ (Schwierigkeiten überwinden).